# Mero-preto
Mero-preto, canapu, canapuguaçu, garoupa-preta (nome científico: Epinephelus itajara) é um peixe de água salgada da família dos serranídeos (Serranidae) e uma das maiores espécies de peixes ósseos. Pode ser encontrado no oeste, desde o nordeste da Flórida, ao sul em todo o golfo do México e no Mar do Caribe, e ao longo da América do Sul até o Brasil. No Pacífico Ocidental varia do México ao Peru. No leste a espécie varia da África Ocidental do Senegal a Cabinda. A espécie foi observada em profundidades que variam de 1 a 100 metros (3 a 328 pés).

## Etimologia
Canapu é um termo de provável origem tupi. Canapuguaçu é um termo tupi que significa "canapu grande". Epinephelus é uma junção do prefixo grego epí (superior) e do termo grego nephéle, es (nuvem). Itajara é um termo tupi que significa "senhor da pedra" (itá, pedra + îara, senhor).

## Descrição
O mero-preto pode atingir comprimentos de 2,5 metros (8,2 pés) e pesar até 363 quilos (800 libras). A espécie varia na coloração do amarelo acastanhado ao cinza ao esverdeado e possui pequenos pontos pretos na cabeça, corpo e barbatanas. Indivíduos com menos de um metro (3,28 pés) de comprimento têm 3 a 4 barras verticais fracas presentes em seus lados. A espécie tem um corpo alongado com uma cabeça larga e achatada e olhos pequenos. A mandíbula inferior tem 3 a 5 fileiras de dentes sem caninos frontais. As escamas são ctenoides. As nadadeiras dorsais são contínuas com os raios da nadadeira dorsal mole sendo mais longos que os espinhos da primeira nadadeira dorsal. As barbatanas peitorais são arredondadas e notavelmente maiores do que as barbatanas pélvicas. A nadadeira caudal também é arredondada. A espécie normalmente ataca peixes e crustáceos em movimento lento.

## Habitat
Indivíduos adultos são normalmente encontrados em recifes rochosos, naufrágios, recifes artificiais e plataformas petrolíferas. As espécies também podem ser encontradas em habitats de recifes de coral, mas são muito mais abundantes em ambientes de recifes rochosos. Os juvenis habitam principalmente ambientes de mangue, mas também podem ser encontrados em buracos e sob bordas de riachos de marés rápidas que drenam manguezais. Os manguezais servem como um habitat de berçário essencial ao mero-preto e necessitam de condições de água adequadas específicas para nutrir populações saudáveis e sustentadas de mero-preto. As garoupas juvenis podem permanecer em habitats de berçário de mangue por 5 a 6 anos antes de partirem para habitats de recifes offshore mais profundos com cerca de 1 metro de comprimento.

## Reprodução
O mero-preto tem uma longevidade de 37 anos e atinge a primeira maturidade após seis anos, o que leva a uma geração estimada de 21,5 anos. Propôs-se a espécie como hermafrodita protogínica, mas isso ainda não foi confirmado. Os machos tornam-se sexualmente maduros com cerca de 115 centímetros (45 polegadas) de comprimento e nas idades de quatro a seis anos. As fêmeas amadurecem em torno de 125 centímetros (49 polegadas) e nas idades de seis a oito anos. A espécie tem agregações de desova relativamente pequenas de menos de 150 indivíduos sem evidência de desova fora dessas agregações.

## Conservação

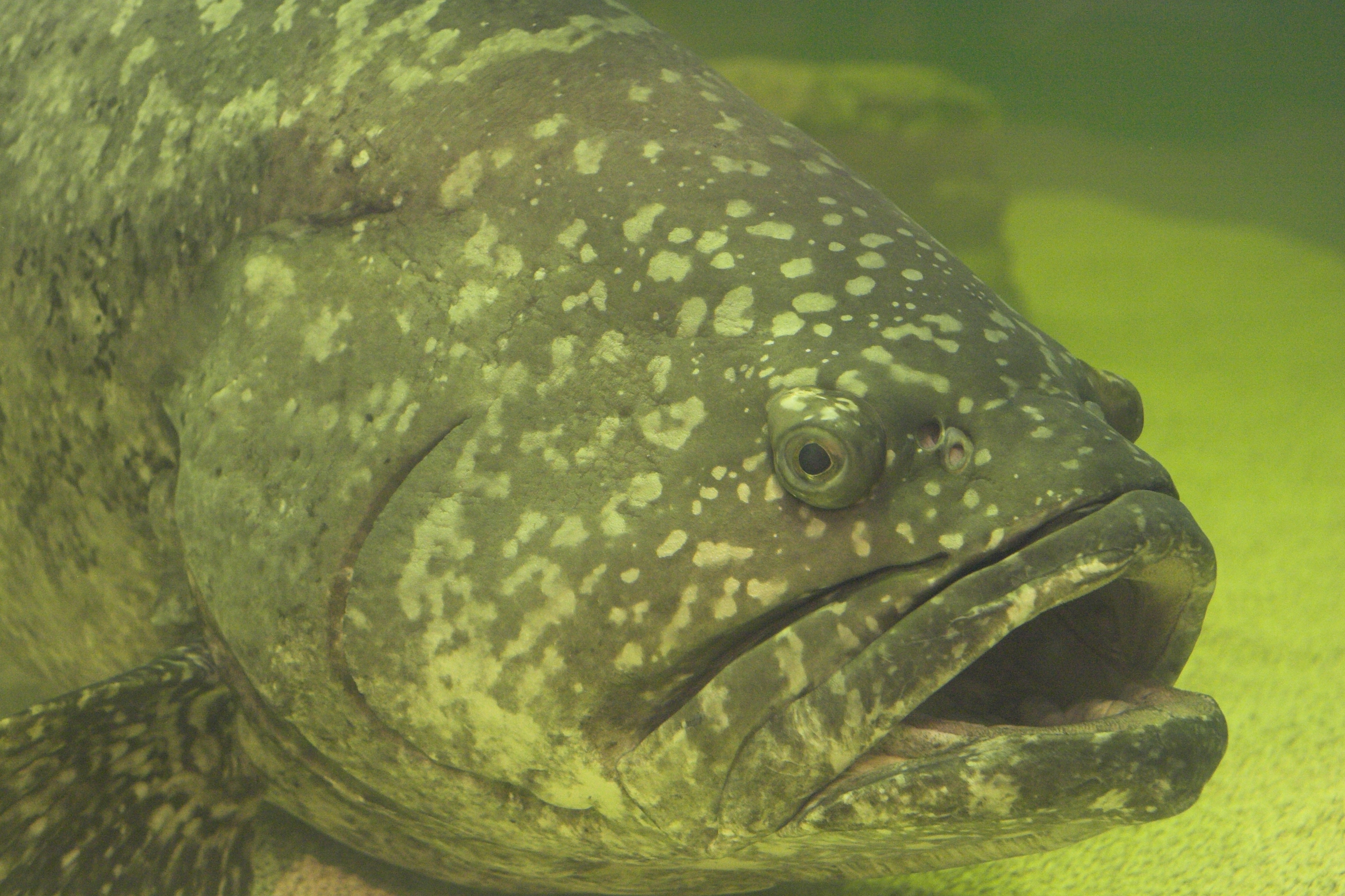
Espécime batizado como Gordon que reside no Centro Marinho de Lake Jackson, Texas, Estados Unidos

Os meros-pretos são altamente suscetíveis ao rápido declínio populacional devido à pesca excessiva e à exploração de agregações de desova. A espécie tem um breve período anual de assentamento larval, tornando a abundância da espécie extremamente vulnerável a fatores externos, como más condições climáticas. Altas concentrações de mercúrio em machos mais velhos podem causar danos no fígado e/ou morte e reduzir a viabilidade do ovo. A degradação dos manguezais, que servem como um importante habitat de berçário à espécie, representa uma grande ameaça à sobrevivência dos juvenis. A espécie foi anteriormente classificada como criticamente ameaçada em 2011 e atualmente é classificada como vulnerável em 2021. Um modelo de avaliação de estoque de 2016 indica que houve uma redução absoluta da população de cerca de 33% de 1950 a 2014. Houve uma moratória completa sobre a pesca desta espécie em águas continentais dos Estados Unidos desde 1990 e nas águas do Caribe dos Estados Unidos desde 1993. Em outubro de 2021, a Florida Fish and Wildlife propôs permitir a pesca de 200 juvenis de mero-preto por ano, incluindo até 50 do Parque Nacional Everglades. A pesca seria permitida em todas as águas do estado, exceto aquelas do condado de Palm Beach, ao sul, através da costa atlântica de Keys.
No Brasil, foi listada em vários levantamentos de conservação: em 2005, consta como em perigo na Lista de Espécies da Fauna Ameaçadas do Espírito Santo; em 2010, como vulnerável no Livro Vermelho da Fauna Ameaçada no Estado do Paraná; em 2011, como em perigo na Lista das Espécies da Fauna Ameaçada de Extinção em Santa Catarina; em 2014, como criticamente em perigo na Portaria MMA N.º 444 de 17 de dezembro de 2014 e como sobre-explorado no Livro Vermelho da Fauna Ameaçada de Extinção no Estado de São Paulo; em 2017, como criticamente em perigo na Lista Oficial das Espécies da Fauna Ameaçadas de Extinção do Estado da Bahia; e em 2018, como criticamente em perigo no Livro Vermelho da Fauna Brasileira Ameaçada de Extinção do Instituto Chico Mendes de Conservação da Biodiversidade (ICMBio).